# Agrostophyllum flavidum
Agrostophyllum flavidum är en orkidéart som beskrevs av Sandhyajyoti Phukan. Agrostophyllum flavidum ingår i släktet Agrostophyllum och familjen orkidéer.
Artens utbredningsområde är Assam (Indien). Inga underarter finns listade i Catalogue of Life.